# Moeris

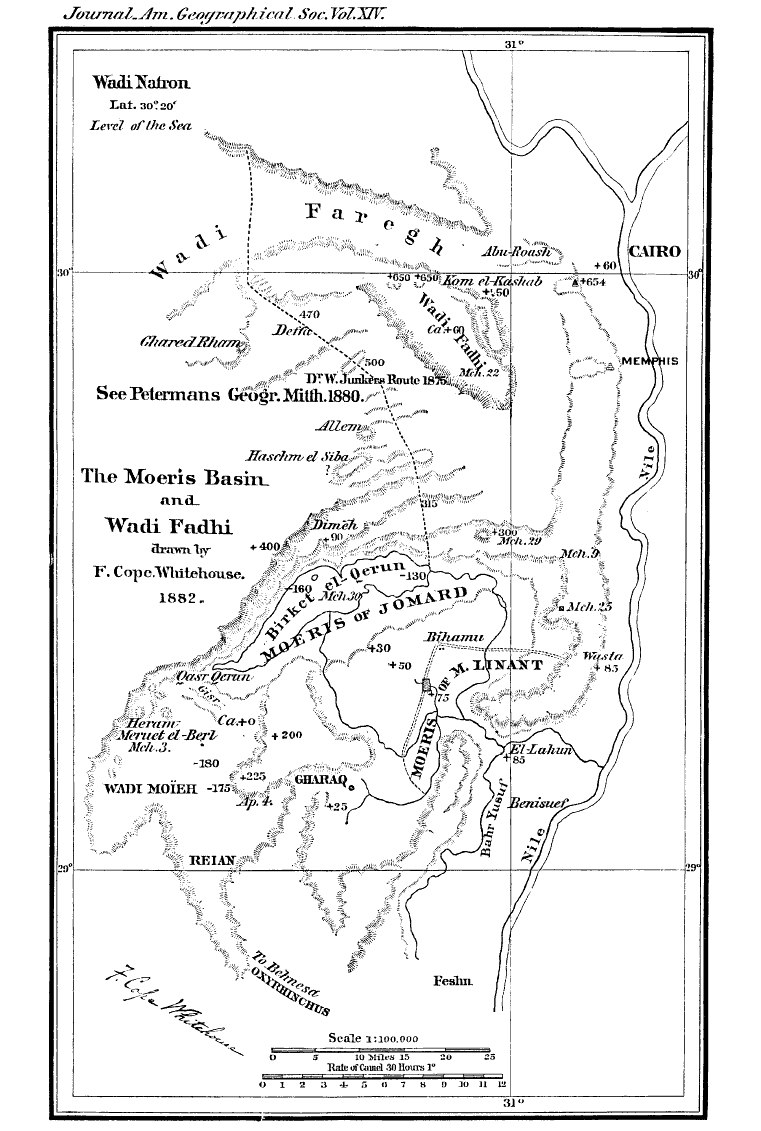
Dibujo del lago Moeris. Grabado del.

Moeris o Meris es el nombre dado por los antiguos escritores griegos a un gran lago de la actual región de El Fayún, Egipto, cuyas aguas fueron reguladas en el siglo XIX a. C. bajo el reinado de Amenemhat III, faraón del Imperio Medio. En la actualidad es un lago salado mucho más reducido llamado Birket Qarun.

## Etimología
El nombre dado por los antiguos egipcios era mer-uer, «el gran lago». También recibió otras denominaciones, tales como: «el lago de Osiris», «el lago puro» o «el Lago». Heródoto, que lo visitó en el siglo V a. C., lo denominó Meris. El nombre actual de la región: El Fayún, significa «el Mar», rememorando antiguas denominaciones.

## Historia
Aunque la comarca ya estaba poblada en época prehistórica, fue durante el Imperio Medio cuando la región se colonizó sistemáticamente, convirtiéndose en una de las zonas más feraces de la tierra al emprenderse, durante la dinastía XII, las grandes obras de canalización que permitieron crear una inmensa superficie cultivable.
El entorno del lago estaba constituido por terrenos pantanosos, y para transformarlos en tierras de labor fue necesario drenarlos y regular el flujo de agua proveniente del Nilo, y ese fue el gran logro de los técnicos de Amenemhat III, que realizaron una gigantesca red de canales que causó el asombro del mundo antiguo. Heródoto lo describe así:

Mas aunque sea el laberinto obra tan rica y grandiosa, causa todavía mayor admiración la laguna que llaman Meris, cerca de la cual aquel se edificó. Cuenta la laguna de circunferencia 3.000 estadios, medida que corresponde a sesenta schenos, los mismos cabalmente que tienen, de longitud las costas marítimas de Egipto; corre a lo largo de Norte a Mediodía, y tiene cincuenta orgias de fondo en su mayor profundidad. Por sí misma declara que es obra de manos y artificial. 

(...)

Siendo el terreno en toda la comarca tan árido y falto de agua, no puede ésta nacer en la misma laguna, sino que a ella ha sido conducida por un canal derivado del Nilo; y en efecto, pasa desde el río a la laguna durante seis meses, en los cuales la pesca reditúa al fisco veinte minas diarias, y sale de la laguna en los otros seis meses, que producen al mismo fisco un talento de plata cada día.
Heródoto

Amenemhat III también erigió cerca del lago un inmenso complejo de edificios y una gran necrópolis, abandonando la que había en Dahshur. Heródoto, que visitó el lugar, lo denominó «El laberinto», por la magnitud y complejidad del conjunto. Los egipcios de la posteridad, para honrar su memoria, lo veneraron como a un dios hasta el final de la historia del Antiguo Egipto. 

...reinando, pues, con tal unión, acordaron dejar un monumento en nombre común de todos, y con este objeto construyeron el laberinto, algo más allá de la laguna Meris, hacia la ciudad llamada de los Cocodrilos. Quise verlo por mí mismo, y me pareció mayor aún de lo que suele decirse y encarecerse. Me atreveré a decir que cualquiera que recorriese las fortalezas, muros y otras fábricas de los griegos, que hacen alarde de su grandeza, ninguna hallará entre todas que no sea menor e inferior en costa y en trabajo a dicho laberinto.
Heródoto

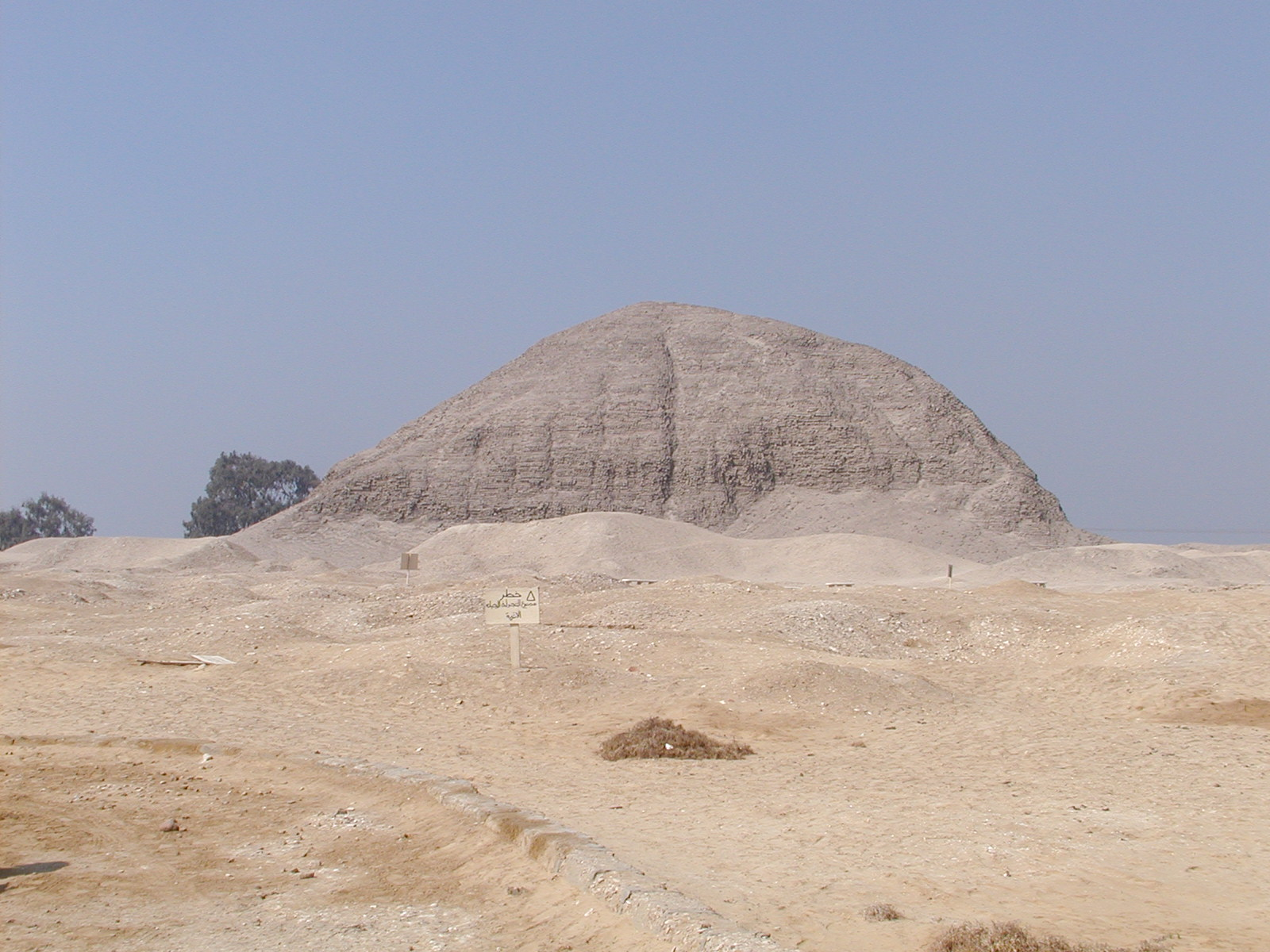
Ruinas de la pirámide de Hawara y restos del Laberinto.

La gran humedad del lugar y la acción destructora del hombre, sólo dejaron restos de la pirámide erigida por Amenemhat, pero no quedó casi nada del «Laberinto» que tanto asombró a Heródoto. 
| N36 · wr | n · n · n |

| N36 · wr | n · n · n |

Antes del año 300 a. C., sus aguas estaban 15 a 20 metros sobre el nivel del mar, por lo que quizás llegó a haber dos cuerpos lacustres. Sin embargo, entre el 300 y 250 a. C., se construyó una represa de agua para controlar el flujo e irrigar tierras destinadas al cultivo. Durante este período el lago Moeris empezó a secarse desde el 230 a. C., producto del abandono del canal que le suministraba agua desde el Nilo, reduciendo las tierras agrícolas beneficiadas y las aguas quedaron 2 metros bajo el nivel del mar, estando actualmente unos 36 metros por debajo.